# 司馬裔
司馬 裔（しば えい、508年 - 572年）は、北魏末から北周にかけての軍人。字は遵胤。本貫は河内郡温県。司馬懿の四弟である司馬馗の末裔にあたる。曾祖父は司馬楚之。祖父は司馬金龍。父は司馬悦。

## 経歴
司馬悦の子として生まれた。幼くして孤児となり、志操かたく、州郡の召しには応じなかった。司徒府参軍事を初任とした。後に軍功により、中堅将軍・員外散騎常侍の位を受けた。孝武帝が関中に入ったとき、司馬裔は鄴にいたが、ひそかに郷里に帰って東魏に仕えなかった。
537年、西魏軍が弘農を奪うと、司馬裔は温城で起兵し、西魏と通じた。東魏の高永洛・王陵らと昼夜に交戦したが、衆寡敵せず、司馬裔の兵の過半は死傷した。司馬裔は西魏軍と合流して、河橋の戦いに参加し、また別に懐県を攻撃して、呉輔叔を捕らえた。540年、河内郡太守に任ぜられた。まもなく持節・平東将軍・北徐州刺史の位を受けた。542年、河内の人々を率いて長安に入った。河内の4000あまりの家を西魏に帰服させた功績で、前将軍・太中大夫の位を受け、河内郡太守を兼ねた。547年、東魏の平斉・柳泉・蓼塢の3城を攻め落とし、鎮将の李熙之を捕らえた。都督の位を加えられた。
549年、帥都督となった。妻の元氏は襄城郡公主となった。550年、西魏軍が東征すると、司馬裔は先鋒を志願した。建州に入り、東魏の劉雅興を撃破し、5城を落とした。
552年、漢中に駐屯し、白馬城主となり、華陽郡太守を兼ねた。撫軍将軍・大都督・通直散騎常侍の位を加えられた。553年、宋熙郡に移鎮した。尉遅迥の下で蜀を征討し、叱羅協とともに趙雄傑を槐林で攻撃し、鄧朏を梓潼で平定した。功績により竜門県子の爵位を受け、蒲州刺史を代行した。まもなく行新城郡事をつとめた。554年、使持節・車騎大将軍・儀同三司・散騎常侍・本郡中正となった。
557年、北周が建国されると、巴州刺史に任ぜられ、使持節・驃騎大将軍・開府儀同三司の位に進み、爵位は琅邪県伯となった。562年、入朝して御伯中大夫となった。564年、御正中大夫に転じ、爵位は公に進んだ。北周軍が東征すると、司馬裔は軹関を守り、懐州刺史・東道慰労大使に任ぜられた。565年、始州刺史に転じた。
566年、信州の少数民族の冉令賢らが北周に反抗すると、司馬裔は上庸公陸騰の下で冉令賢を討った。司馬裔は開州道から信州に入り、利害を示して冉三公らの30城あまりを降伏させた。双城に進軍すると、向宝勝らが険阻な地に拠って守りを固めていた。向五子王の勢力をその外援としていた。司馬裔は昼夜にわたって向宝勝を攻撃したが、腹背に敵を受けた。春から秋にかけて、50回あまりも戦った。向宝勝は食糧と武器が尽きて、降伏した。冉伯犁・冉安西・向五子王らを捕らえた。少数民族たちを屈服させて、信州刺史に任ぜられた。570年、潼州刺史に転じた。571年、大将軍の位を受け、西寧州刺史に任ぜられた。572年1月10日、長安で死去した。享年は65。大将軍・懐邵汾晋四州刺史の位を追贈された。諡は定といった。
子の司馬侃が後を嗣いだ。司馬侃は字を道遷といい、驃騎大将軍・開府儀同三司・兗州刺史にのぼった。

## 伝記資料
- 『周書』巻36 列伝第28
- 『北史』巻29 列伝第17
- 周大将軍司馬裔神道碑